# Причорноморська група прогинів
Причорноморська група прогинів — геологічна структура на півдні України.

## Розташування
Займає південну частину Причорноморської низовини, на схід від меридіана Одеси, і суміжні акваторії Чорного та Азовського морів.

## Корисні копалини
З Причорноморською групою прогинів пов'язані родовища газу, прісних та мінеральних вод, кам'яної солі, будівельних матеріалів.